# یکشنبه خونین یکشنبه (فیلم)
«یکشنبه خونین یکشنبه» (انگلیسی: Sunday Bloody Sunday) یک فیلم به کارگردانی جان شلزینجر است که در سال ۱۹۷۱ منتشر شد. از بازیگران آن می‌توان به گلندا جکسون، پیتر فینچ، پگی اشکرافت، دانیل دی-لوئیس، و بسی لاو اشاره کرد.
سناریوی فیلم از تمایلات همجنسگرایانه دکتر «دانیل» با معشوق زن جوانی «گلندا جاکسون» حکایت دارد. زن قرار است که با پسرک عروسی کند  ولی روابط دکتر و پسرک در این میانه مانع شده است. از سوی دیگر طی مراسم خاص یهودیان برای دکتر دانیل همسری در نظر گرفته شده است. فیلم با مسافرت شبیه به فرار پسرک به امریکا پایان می‌گیرد در حالی که دکتر دانیل از روابط خویش با پسرک احساس رضایت می‌کند و از نبودن او دلتنگ است.
این فیلم برنده جایزه بفتای بهترین فیلم در سال ۱۹۷۲ شده‌است.